# Sekondi-Takoradi
Sekondi-Takoradi je město v Ghaně, hlavní město oblasti Západní region a zároveň je třetím největším průmyslovým a ekonomickým centrem Ghany.
Sekondi-Takoradi mělo v roce 2005 335 tisíc obyvatel. Hlavní hospodářskou aktivitou je těžba dřeva, výroba překližek a cigaret, stavba lodí a oprava železničních prostředků. V poslední době nabývá na významu také těžba ropy, která se odehrává při pobřeží.

## Historie

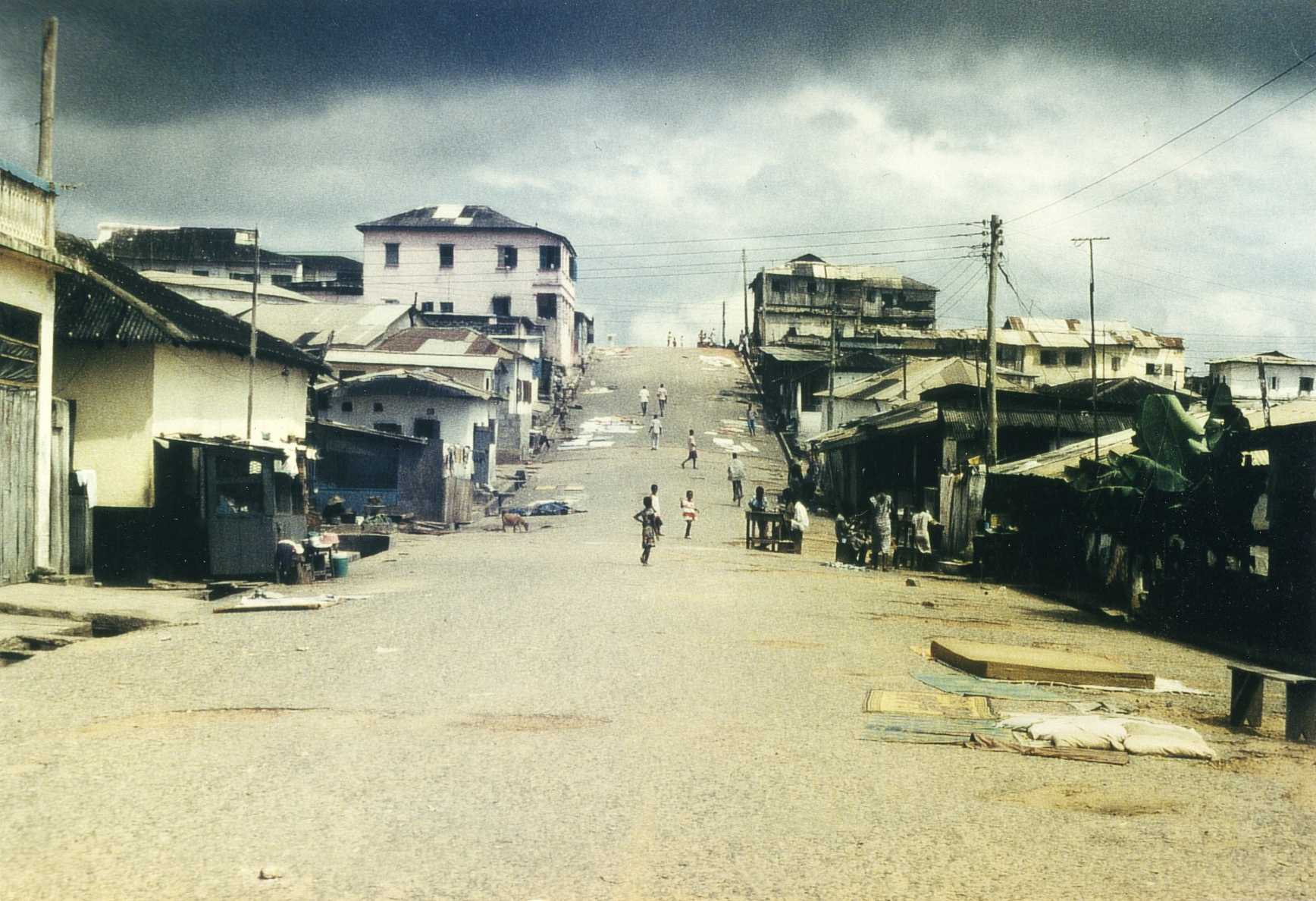
Ulice v Takoradi

Město se skládá z dvou částí: města Sekondi a města Takoradi, které splynuly do jednoho města.
Starší a rozlohou větší část tvoří Sekondi, které bylo založeno v roce 1903 jako malé těžařské městečko sloužící těžbě minerálů.
Takoradi bylo založeno v roce 1928 jako první mořský přístav v Ghaně určený i pro zámořské lodě.
První evropské osídlení v této části Ghany je z období 17. století, kdy se zde vystřídali Holanďané, Švédové a Angličané, kteří zde vybudovali svou vojenskou základnu.
Během druhé světové války zde byla strategicky důležitá letecká základna, ze které byly podniknuty letecké výpady proti nacistům pronikajícím do Egypta.

## Vzdělání
V Takoradi existuje institut pro vzdělávání odborníků v technických profesích - Takoradský technický institut (Takoradi Technical Institute), který navštěvuje přes 1700 studentů.
Kromě tohoto institutu zde existuje také Ghana Secondary Technical School, Ahantaman Secondary school, Fijai Secondary School, Sekondi College, Adiembra Secondary School.

## Přístav Takoradi

Stadion Takoradi

Přístav je velmi dobře situován. Je takřka vstupní branou do jižní části Ghany a také do sahelských oblastí Burkiny Faso, Nigeru a Mali.
V přístavu denně kotví přes 600 lodí, což tvoří 37% podíl námořní dopravy v Ghaně.
Přístavem projde na 62 % národního exportu a 20 % národního importu, nejčastějším nákladem je mangan, bauxit a kakao.
Nachází se zde jeden z největších skladů v Africe[zdroj?].

## Sport
Na městském stadionu se v roce 2008 odehrály některé zápasy mistrovství Afriky ve fotbale.

## Partnerská města
- Boston, Massachusetts (USA)
- Oakland, Kalifornie (USA)
- Plymouth, Velká Británie